# جزیره داروین

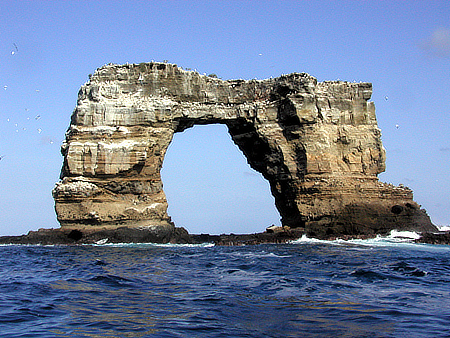
طاق داروین

جزیره داروین (به اسپانیایی: Isla Darwin) کوچکترین جزیره با مساحت یک کیلومترمربع در مجمع‌الجزایر گالاپاگوس است که به افتخار چارلز داروین نامگذاری شده ، که مطالعات وی در مناطق اطراف به وی کمک کرد تا نظریه تکامل خود را با استفاده از انتخاب طبیعی شکل دهد. جاذبه‌های اصلی جزیره داروین در اقیانوس آرام یافت می‌شود که با تنوع زیادی از زیست‌شناسی دریایی روبرو است. اگرچه این جزیره بر روی نقشه‌ها مشخص شده بود اما نخستین فرود بر روی این جزیره توسط بالگرد تا سال ۱۹۶۴ انجام نشده بود.

## حیات وحش
جزیره داروین برای بازدیدهای زمینی میسر نیست. در نتیجه، تنها بازدید کننده‌هایی که برای غواصی می‌آیند می‌توانند به گردش بپردازند، حتی در اینجا به دلیل فاصله از جزیره اصلی فقط تعداد محدودی کشتی مسافرتی به اینجا سفر می‌کنند. زندگی دریایی در داروین با دسته‌های بزرگ ماهی متنوع جریان دارد. آب‌های جزیره کوسه نهنگ‌هایی مانند کوسه سرچکشی، کوسه گالاپاگوس، کوسه ابریشمی و کوسه باله سیاه کوچک را از ژوئن تا نوامبر جذب می‌کند. علاوه بر این لاک‌پشت سبز، سفره‌ماهی دیو و دلفین نیز یافت می‌شود. این جزیره همچنین از جمعیت بزرگی از پرندگان مانند قناری پرسرخ، کودن پاقرمز و سهره خون‌آشام پشتیبانی می‌کند.